# Nazmi Ziya Güran
Nazmi Ziya Güran (* 1881 in Konstantinopel; † 11. September 1937 in Istanbul) war ein türkischer Maler des Impressionismus.

## Leben

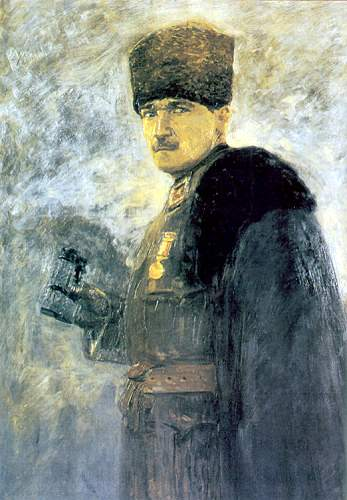
Porträt von Mustafa Kemal Paşa, 1915

Güran wurde im heutigen Istanbul geboren. Nach dem Studium der Politischen Wissenschaften, das er auf Wunsch des Vaters absolvierte, schrieb er sich 1901 an der Schule der schönen Künste ein, wo er bei den Malern Joseph Warnia-Zarzecki und Salvator Valéri studierte.
1905 ließ er sich vom französischen Maler Paul Signac inspirieren, der auf einem Besuch in Konstantinopel war. Sein Studienabschluss wurde aufgrund seiner impressionistischen Malweise um ein Jahr verschoben. Mit dem Diplom 1908 ging er nach Paris und besuchte die angesehene Académie Julian des Malers Rodolphe Julian. Später wurden Fernand Cormon und Marcel Baschet seine Lehrer. 1913 reiste er durch das Deutsche Reich und Österreich-Ungarn.
Zurück in Istanbul gehörte er einer impressionistischen Künstlergruppe um den Maler İbrahim Çallı an. Neben seiner künstlerischen Arbeit lehrte er an der Kunstakademie in Istanbul. Darüber hinaus war er Direktor der Einrichtung. Güran war ein Anhänger der gesellschaftlichen Reformen Atatürks, den er auch porträtierte. Vor allem malte er aber Landschaften.

## Werk (Auswahl)
- Göksu'da Gezinti, 1909
- Mustafa Kemal Paşa, 1915
- Kızı Mihriban Yüce, 1933
- Kandilli Sırtlarından Bebek, 1934
- Taksim Meydanı, 1935